# Ruder-Club Tegel 1886

Flagge des Ruder-Club Tegel 1886

Der Ruder-Club Tegel 1886 wurde als RC Germania Tegel 1886 von fünf Ingenieuren der Germania-Werft gegründet. Der Verein war zunächst in einem Holzschuppen untergebracht, der nur ein einziges Boot beherbergte. Seit der Verlegung der Maschinenfabrik Borsig nach Berlin-Tegel im Jahr 1898 gewann der Ruderverein schnell an Mitgliedern. Zu den prominentesten gehörten die Firmeninhaber Ernst Borsig und Conrad von Borsig. Sie ermöglichten auch den Bau eines neuen Bootshauses an der alten Strandpromenade.
Der Ruder-Club Tegel 1886 (RCT) erhielt seinen Namen nach der Vereinigung des RC Germania Tegel mit dem RC Nordstern 1948. Im Jahre 1974 kam noch der RC Sparta hinzu. Seinen Sitz in der Gabrielenstraße hat der Verein seit 1952.
Mit über 450 Mitgliedern, davon etwa 100 Kinder und Jugendliche, zählt der RCT zu den drei größten Rudervereinen in Berlin und ist der älteste Sportverein im größten Berliner Stadtteil Reinickendorf. Daher ist der Verein auch im Kulturforum Reinickendorf vertreten.
Mit einem Olympiasieg, sechs Weltmeistertiteln, drei U23-Weltmeistertiteln, zwei Junioren-Weltmeistertiteln, über 103 Deutschen Meistertiteln in allen Altersklassen (U-17 bis Senioren) und 44 Bundeswettbewerbssiegen der starken Kindergruppe gehört der RCT zu den erfolgreichsten deutschen Rudervereinen.
Im Jahr 2008 war der Verein mit sechs Aktiven im Team Peking des Landesruderverbandes Berlin vertreten. Umstrittene Entscheidungen im Deutschen Ruderverband haben am Ende mögliche Olympiateilnahmen verhindert. Trotzdem konnte der Verein die Rudersaison 2008 sehr erfolgreich beenden (die starke Kindergruppe konnte mit sechs Landestiteln und drei Bundestiteln überzeugen, weiterhin wurden noch drei nationale Titel bei den Junioren und älteren Aktiven errudert; ergänzt um eine Vizeweltmeisterschaft im deutschen Leichtgewichts-Achter).